# Tarryall
Tarryall est une localité américaine située dans le comté de Park, dans l’État du Colorado, à une altitude de 2 656 m.

## Histoire
La ville a été fondée en 1896 sous le nom de Puma City à la suite de la découverte de minerais exploitables dans ses environs qui entraîna un boom de la population avec environ mille résidents à cette période. Un bureau de poste ouvrit rapidement mais les ressources minières décevantes entrainèrent le déclin de population permanentes. Dans les années 1900, Puma City devint Tarryall, en prenant le nom du bureau de poste.

## Source
- (en) Cet article est partiellement ou en totalité issu de l’article de Wikipédia en anglais intitulé « Tarryall, Colorado » (voir la liste des auteurs).